# Jacques Specx
Jacques Specx (pronunciación en neerlandés: /ˈʒɑk ˈspɛks/; 1585-22 de julio de 1652) fue un comerciante holandés, que fundó el comercio en Japón y Corea en 1609. Jacques Specx recibió el apoyo de William Adams para obtener amplios derechos comerciales de Tokugawa Ieyasu, el shōgun emérito, el 24 de agosto de 1609, lo que le permitió establecer una fábrica comercial en Hirado el 20 de septiembre de 1609. Fue gobernador interino de Batavia entre 1629 y 1632. Allí su hija Saartje Specx se vio envuelta en un escándalo. De regreso a Holanda, Specx se convirtió en coleccionista de arte. 
Los holandeses, en lugar de "Nanban", fueron llamados Kōmō (紅毛 Cabello Rojo?) por los japoneses. Llegaron por primera vez a Japón en 1600, a bordo del Liefde. 
En 1605, dos de los tripulantes del Liefde Jacob Quaeckernaeck y Melchior van Santvoort, fueron enviados a Patani por Tokugawa Ieyasu, a traer el comercio holandés a Japón. El jefe del puesto comercial holandés de Patani, Victor Sprinckel, se negó alegando que estaba demasiado ocupado lidiando con la oposición portuguesa en el sudeste asiático. 

## 1609 misión a Japón
Jacques Specx navegó en una flota de once barcos que partieron de Texel en 1607 al mando de Pieter Willemsz Verhoeff. Después de llegar a Bantén, se enviaron dos barcos para establecer las primeras relaciones comerciales oficiales entre los Países Bajos y Japón.

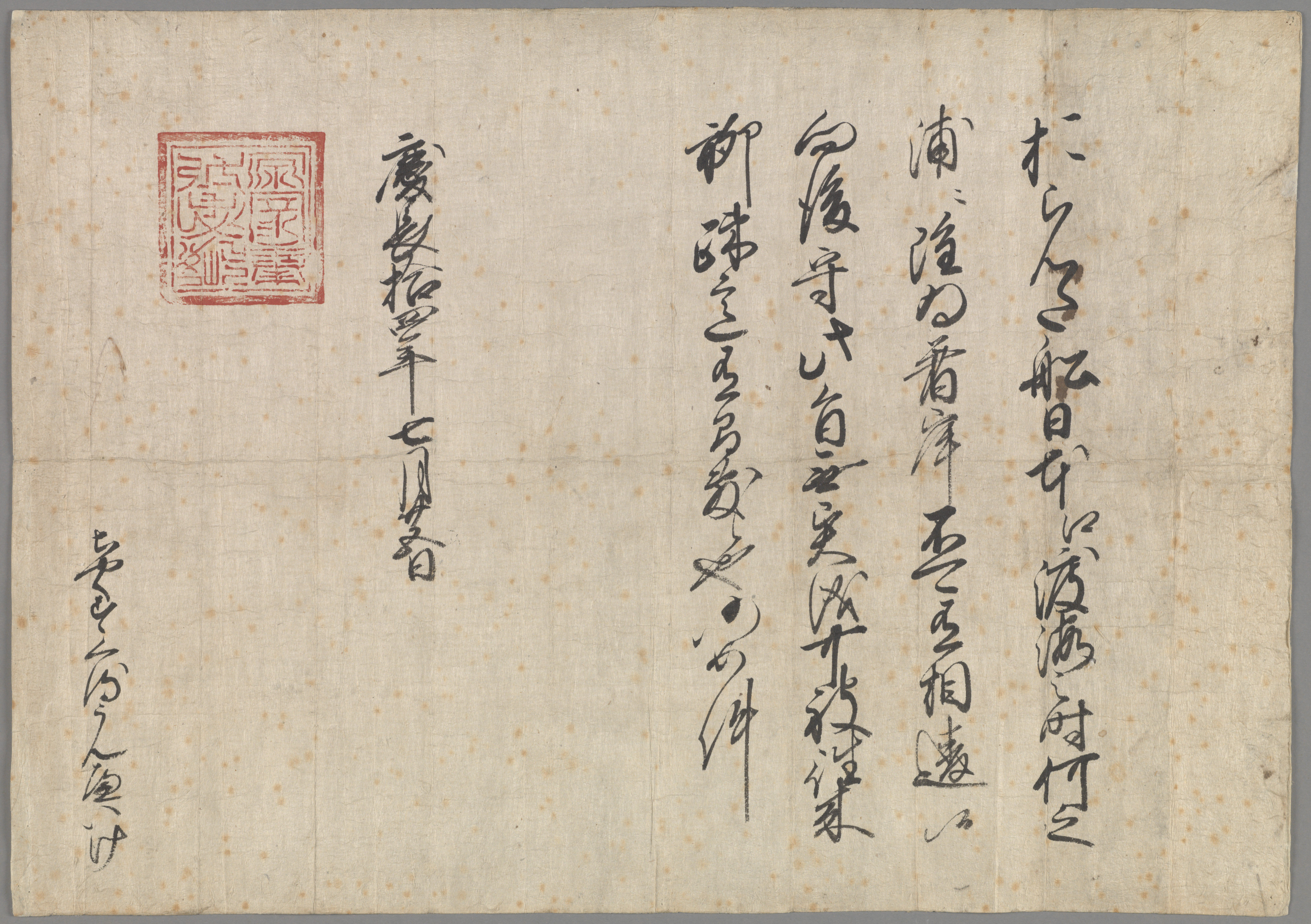
El "pase comercial" (holandés: handelspas) emitido a nombre de Tokugawa Ieyasu. El texto ordena: "Los barcos holandeses pueden viajar a Japón y pueden desembarcar en cualquier costa, sin ninguna reserva. A partir de ahora hay que respetar este reglamento y dejar libres a los holandeses para navegar donde quieran en todo Japón. No se permitirán ofensas a ellos, como en ocasiones anteriores" - fechado el 24 de agosto de 1609 (Keichō 14, día 25 del sexto mes); la goshuin (御朱印) identifica esto como un documento oficial que lleva el sello escarlata del shōgun.

Los dos barcos que Specx comandaba eran De Griffioen (el "Griffin", 19 cañones) y Roode Leeuw se encontró con Pijlen (el "León rojo con flechas", 400 toneladas, 26 cañones). Los barcos llegaron a Japón el 2 de julio de 1609.
Entre las tripulaciones se encontraban los comerciantes principales Abraham van den Broeck y Nicolaas Puyck y el comerciante menor Jaques Specx. 
La composición exacta de la delegación es incierta; pero se ha establecido que van den Broeck y Puyck viajaron a la Corte Shogunal, y Melchior van Santvoort actuó como intérprete de la misión. Santevoort había llegado unos años antes a bordo del barco holandés De Liefde. Se había establecido como comerciante en Nagasaki. 

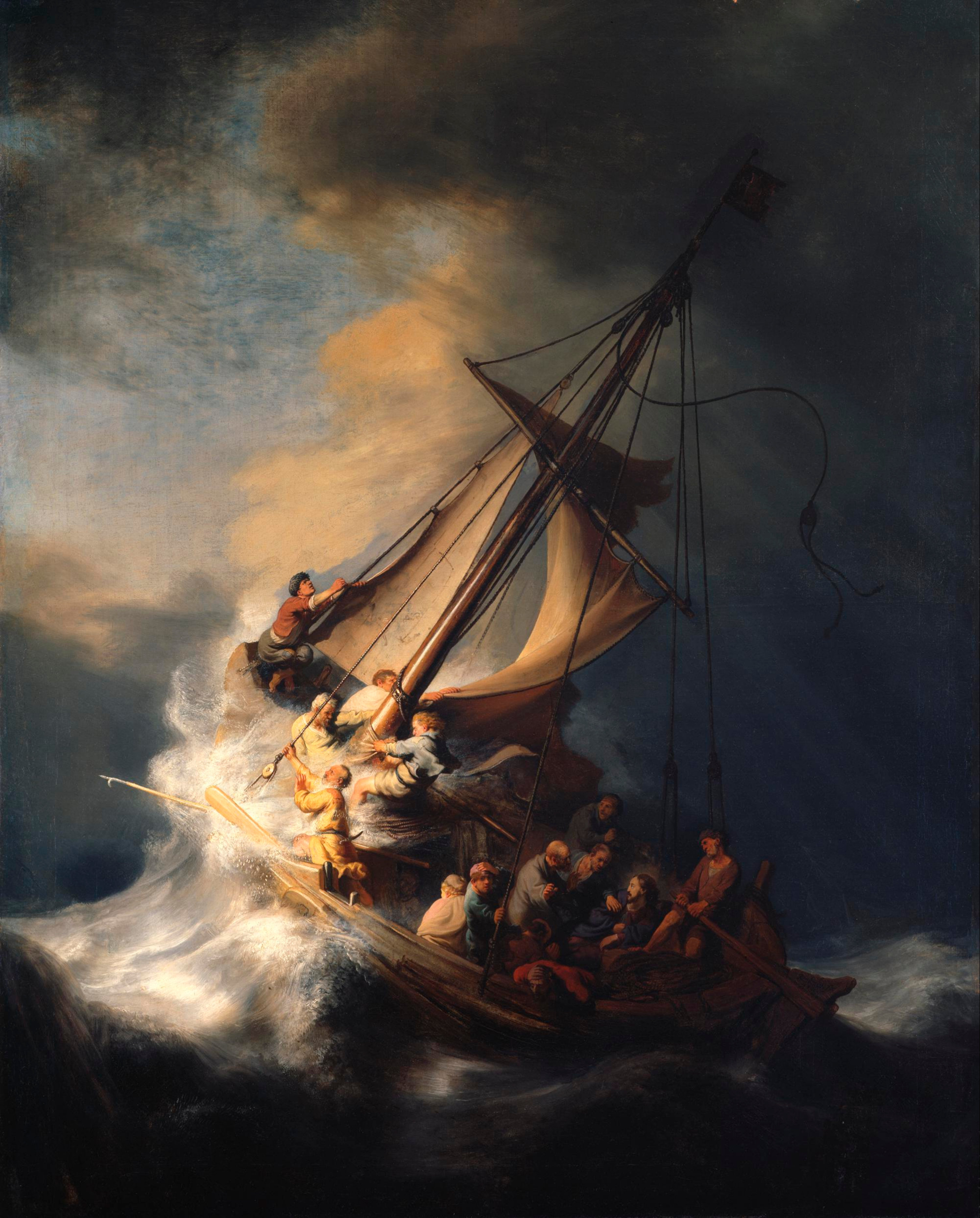
Cristo en la tempestad del lago Genesareth; de Rembrandt (1633) 160 × 127 cm. En 1990, el cuadro fue robado del Museo Isabella Stewart Gardner y no ha sido recuperado; perteneció a Jacques Specx en 1651

El shōgun concedió a los holandeses el acceso a todos los puertos de Japón, y lo confirmó en un salvoconducto, estampado con su sello escarlata. 
En septiembre de 1609, el consejo del barco decidió alquilar una casa en la isla de Hirado (al oeste de la isla principal del sur, Kiushu). Jacques Specx se convirtió en el primer "Opperhoofd" (Jefe) de la fábrica de la nueva empresa. 
En 1610, Specx envió un barco a Corea.
Specx poseía cinco pinturas de Rembrandt.